# Shaun Morgan
Shaun Morgan (właśc. Shaun Morgan Welgemoed; ur. 21 grudnia 1978 w Pietermaritzburgu) – południowoafrykański wokalista i autor tekstów, a także założyciel i obecny członek post-grunge'owego zespołu Seether od lat mieszkający w Stanach Zjednoczonych.

## Życiorys
Welgemoed urodził się jako jedno, z trzech dzieci w rodzinie afrykanerskiej w mieście Pietermaritzburg w prowincji KwaZulu-Natal w czasie apartheidu, kiedy miasto było jednym, z najważniejszych miast białoskórej mniejszości. Jego rodzice rozwiedli się, kiedy Shaun miał 7 lat i wychowywany był potem w nieszczególnie zamożnych warunkach przez macochę. Rozstaniu rodziców poświęcony jest utwór Fine Again. W dzieciństwie zamykali się z bratem w toalecie w strachu przed macochą, która groziła ojcu pistoletem. Temu incydentowi poświęcony jest utwór Driven Under. Uczęszczał do Maritzburg College i jako kilkulatek pokochał rugby (popularny sport wśród białych Południowoafrykańczyków), z powodu kontuzji musiał jednak pożegnać się z tym sportem. Był molestowany przez swojego nauczyciela, w wieku 16 lat. Jako 14 latek odkrył tzw. Seattle Grunge na czele z prekursorskim zespołem Nirvana i rozpoczął swoją przygodę z tą muzyką. W Pretorii wraz z rodakiem Dale'em Stewartem i Davidem Cohoe (który opuścił potem zespół w 2003 roku) założył zespół Saron Gas potem przemianowany na Seether. Po ogromnym sukcesie, jaki odniósł w ojczyźnie wyjechał do Stanów Zjednoczonych. Był narzeczonym wokalistki Amy Lee (Evanescence), z którą nagrał piosenkę "Broken", a także teledysk do niej, gdzie gościnnie wystąpiła piosenkarka. Zmarłemu w 2007 roku bratu Eugene'owi zadedykował piosenkę "Rise Above This", znajdującą się na 6 płycie zespołu Finding Beauty in Negative Spaces. W roku 2009 wziął udział w trasie koncertowej zespołu Nickelback, "Dark Horse Tour", gdzie wykonywał cover grupy Filter "Hey Man, Nice Shot".

## Życie osobiste
W latach 2004–2005 spotykał się z wokalistką zespołu Evanescence Amy Lee. W 2006 przeszedł terapię odwykową, za namową swojej dziewczyny, która w tym czasie była w ciąży. Terapię odwykową uważa za żart. 13 sierpnia 2007 roku, jego brat Eugene popełnił samobójstwo skacząc z okna z ósmego piętra hotelu Radisson Hotel w Rapid City, Dakota Południowa (miał 26 lat). Po śmierci brata został ateistą. Na palcach obu rąk, ma wytatuowaną datę śmierci brata 1308 oraz 2007. Przyznaje otwarcie, że ciągle nękają go myśli samobójcze.